# Indigo hamletbaars
De indigo hamletbaars (Hypoplectrus indigo) is een  straalvinnige vissensoort uit de familie van de zaag- of zeebaarzen (Serranidae). De wetenschappelijke naam van de soort werd voor het eerst geldig gepubliceerd in 1851 door Poey.